# Aeroportul Gold Coast
Aeroportul Gold Coast (IATA: OOL, ICAO: YBCG) este un aeroport din Gold Coast, Queensland, Australia ce deservește zona Gold Coast. Aeroportul a fost tranzitat în 2022 de 5.708.687 de pasageri. A fost deschis în 1939 și numit după zona deservită.
Situat la o altitudine de 6 m, aeroportul dispune de 2 piste.

## Infrastructură

### Piste
Aeroportul dispune de 2 piste. Pista 14/32 are suprafața de asfalt și dimensiunile 2.492 m × 45 m. Pista 17/35 are suprafața de asfalt și dimensiunile 582 m × 18 m. 